# Oliver Dowden
Oliver James Dowden CBE (Park Street, Hertfordshire, 1 de agosto de 1978) es un político británico que se desempeñó como vice primer ministro del Reino Unido de 2023 a 2024. Miembro del Partido Conservador, también es secretario de Estado en la Oficina del Gabinete y Canciller del Ducado de Lancaster, y ha sido Miembro del Parlamento (MP) por Hertsmere desde 2015.
Dowden se desempeñó en el gobierno de Boris Johnson como ministro de la Oficina del Gabinete y Pagador General de 2019 a 2020 y Secretario de Estado de Digital, Cultura, Medios y Deportes de 2020 a 2021. En la reorganización del gabinete de 2021, fue trasladado a los puestos de Copresidente del Partido Conservador, sirviendo junto a Ben Elliot, y ministro sin Cartera. Renunció a estos cargos en junio de 2022.
Después de un período en los bancos traseros durante el gobierno interino de Johnson y el breve mandato de Liz Truss, fue reelegido miembro del gabinete en octubre de 2022 por el nuevo primer ministro Rishi Sunak como canciller del ducado de Lancaster. En abril de 2023, tras la dimisión de Dominic Raab, Sunak nombró a Dowden para el puesto de vice primer ministro.

## Vida
Dowden nació el 1 de agosto de 1978. Creció en Bricket Wood, Hertfordshire, y se educó en Parmiter's School, una escuela integral estatal parcialmente selectiva en Garston, Watford. Dijo que tenía una "excelente educación estatal", antes de ir a Trinity Hall, Cambridge, donde estudió leyes.
Dowden se unió al Departamento de Investigación Conservador en 2004, se mudó a la empresa de relaciones públicas Hill & Knowlton en 2007, antes de regresar al Partido Conservador en el 2009.
Luego trabajó como asesor especial y subjefe de personal de David Cameron, donde dijo que la mayor parte de su tiempo lo dedicaba a la "gestión de crisis del día a día". Se consideraba que Dowden tenía experiencia en la forma de ataque de las comunicaciones políticas, lo que llevó a comparaciones con Alastair Campbell del laborismo.

## Carrera política

### Carrera Parlamentaria
Dowden fue elegido diputado por Hertsmere en las elecciones generales del 2015, con una mayoría de 18.461 votos. Mientras estuvo de pie, entre las prioridades políticas que destacó en su campaña estaban mejorar la infraestructura de transporte, preservar la tierra del cinturón verde y mejorar la educación. Pronunció su discurso inaugural el 17 de junio del 2015.
Dowden fue nombrado Comandante de la Orden del Imperio Británico (CBE) en la Lista de Honores de Disolución del 2015 el 27 de agosto del 2015.
Se opuso al Brexit antes del referéndum del 2016, aunque posteriormente lo apoyó citando su "respeto" por el veredicto del pueblo británico.
Dowden ha hecho campaña en Hertfordshire contra el desarrollo del Movimiento cinturón verde local, incluso oponiéndose al borrador del plan local del Ayuntamiento de Welwyn Hatfield.
Dowden es un exfuncionario de los Amigos Conservadores de Israel y ha presidido dos veces el APPG para los judíos británicos. Dowden ha dicho que siente una "afinidad cultural" con la comunidad judía: su distrito electoral de Hertsmere tiene la población judía más grande fuera de Londres.

### Ministerios alternos
En enero de 2018, Dowden fue ascendido a secretario parlamentario de la Oficina del Gabinete, como parte de la reorganización del gabinete de Theresa May. En junio de 2019, durante las elecciones de liderazgo del Partido Conservador de 2019, Dowden, con Robert Jenrick y Rishi Sunak, los tres ministros subalternos del gobierno de May, escribieron un artículo titulado "Los tories están en grave peligro. Solo Boris Johnson puede salvarnos" para The Times, respaldando al exsecretario de Relaciones Exteriores Boris Johnson para primer ministro.
Nombrado ministro de la Oficina del Gabinete y pPagador general por Johnson el 24 de julio de 2019, Dowden fue nombrado miembro del Consejo Privado al día siguiente.
Como ministro de la Oficina del Gabinete, Dowden lideró los planes del gobierno para reformar la contratación pública, luego de la liquidación del contratista Carillion en 2018.

### Elección por el control del partido Conservador
Dowden declaró su apoyo al excanciller de Hacienda Rishi Sunak al comienzo de la contienda por el liderazgo de julio a septiembre, antes de que comenzara la primera ronda de votación y el día después de que el primer ministro Boris Johnson anunciara que renunciaría después de que se llevara a cabo una elección de liderazgo. También apoyó a Sunak en la contienda por el liderazgo de octubre de 2022.

### Canciller del Ducado de Lancaster y Secretario de Estado en la Oficina del Gabinete
Después de que Sunak se convirtiera en primer ministro el 25 de octubre de 2022, Dowden fue nombrado Canciller del Ducado de Lancaster, reemplazando a Nadhim Zahawi, y como Secretario de Estado en la Oficina del Gabinete, un nuevo cargo, el 9 de febrero del 2023.

### Vice primer ministro del Reino Unido
El 21 de abril de 2023, tras la dimisión de Dominic Raab después de que se entregara a Sunak un informe sobre afirmaciones de que había intimidado al personal, Dowden fue nombrado vice primer ministro.

## Vida personal
Dowden está casado con Blythe, una profesora, y tienen dos hijos.